# Padniewko
Padniewko – wieś w Polsce, położona w województwie kujawsko-pomorskim, w powiecie mogileńskim, w gminie Mogilno granicząca od wschodu bezpośrednio z Mogilnem. Wieś jest siedzibą sołectwa Padniewko, w którego skład wchodzą również miejscowości Baba, Kopczyn i Szerzawy. W podziale na regiony fizycznogeograficzne Padniewko, leży w prowincji Niż Środkowoeuropejski, podprowincji Pojezierza Południowobałtyckie, makroregionie Pojezierze Wielkopolskie i mezoregionie Pojezierze Gnieźnieńskie.
Wieś Padniewko leży w bezpośrednim sąsiedztwie Mogilna, przy drodze lokalnej Mogilno - Rogowo - Gąsawa.

## Infrastruktura

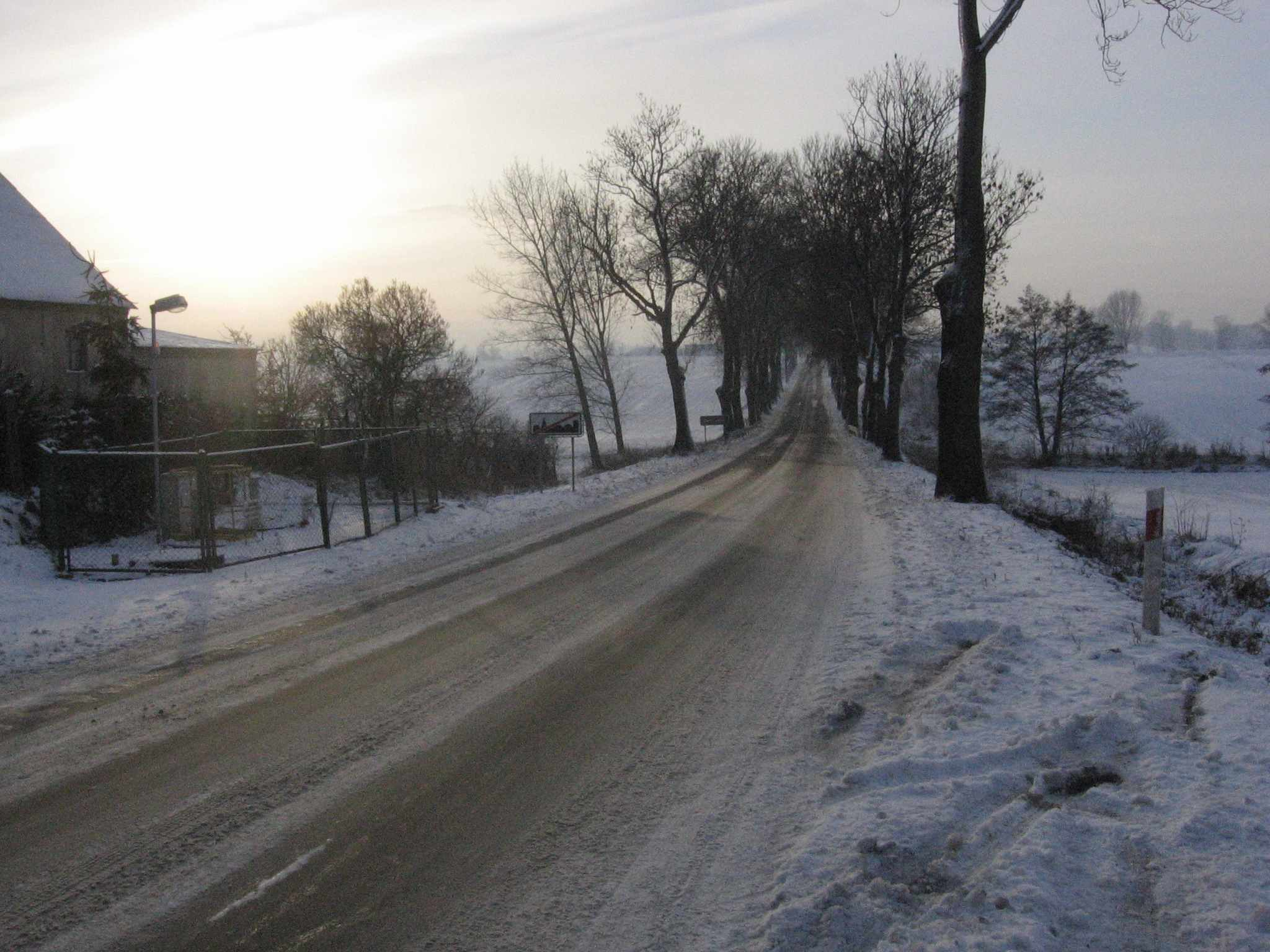
Główna droga, granica z Padniewem

Komunikacja autobusowa, łączy wieś z sąsiednim Mogilnem i okolicznymi miejscowościami. We wsi funkcjonuje wodociąg (od 1974) i kanalizacja (od 1999). Prowadzona jest selektywna zbiórka odpadów.
W Padniewku główne ulice są wyasfaltowane, główna droga jest oświetlona. W centrum wsi znajduje się skrzyżowanie dróg ze skwerem trawnikowym. Pozostały jednak niewyasfaltowane drogi, wiodące nad pobliskie jezioro i do sąsiednich wsi. Zabudowa miejscowości jest zwarta. Obecnie liczy 82 posesje zabudowane domami jedno- i dwurodzinnymi, wytyczono też działki pod budownictwo jednorodzinne. W Padniewku funkcjonują dwa sklepy spożywczo-przemysłowe.
Do 1967 istniała w Padniewku szkoła podstawowa. W latach 20. XX wieku uczył w niej Leon Niewiadomski, polski geograf i harcmistrz. Obecnie w budynku byłej szkoły funkcjonuje świetlica wiejska, wykorzystywana głównie przez miejscową młodzież, a także do organizowania imprez okolicznościowych i integracyjnych.
W Padniewku istnieje pełnowymiarowe boisko, powstałe w 1997 roku, na którym amatorskie zespoły piłki nożnej rozgrywają mecze z drużynami z sąsiednich miejscowości np. Gozdanin.

## Gospodarka

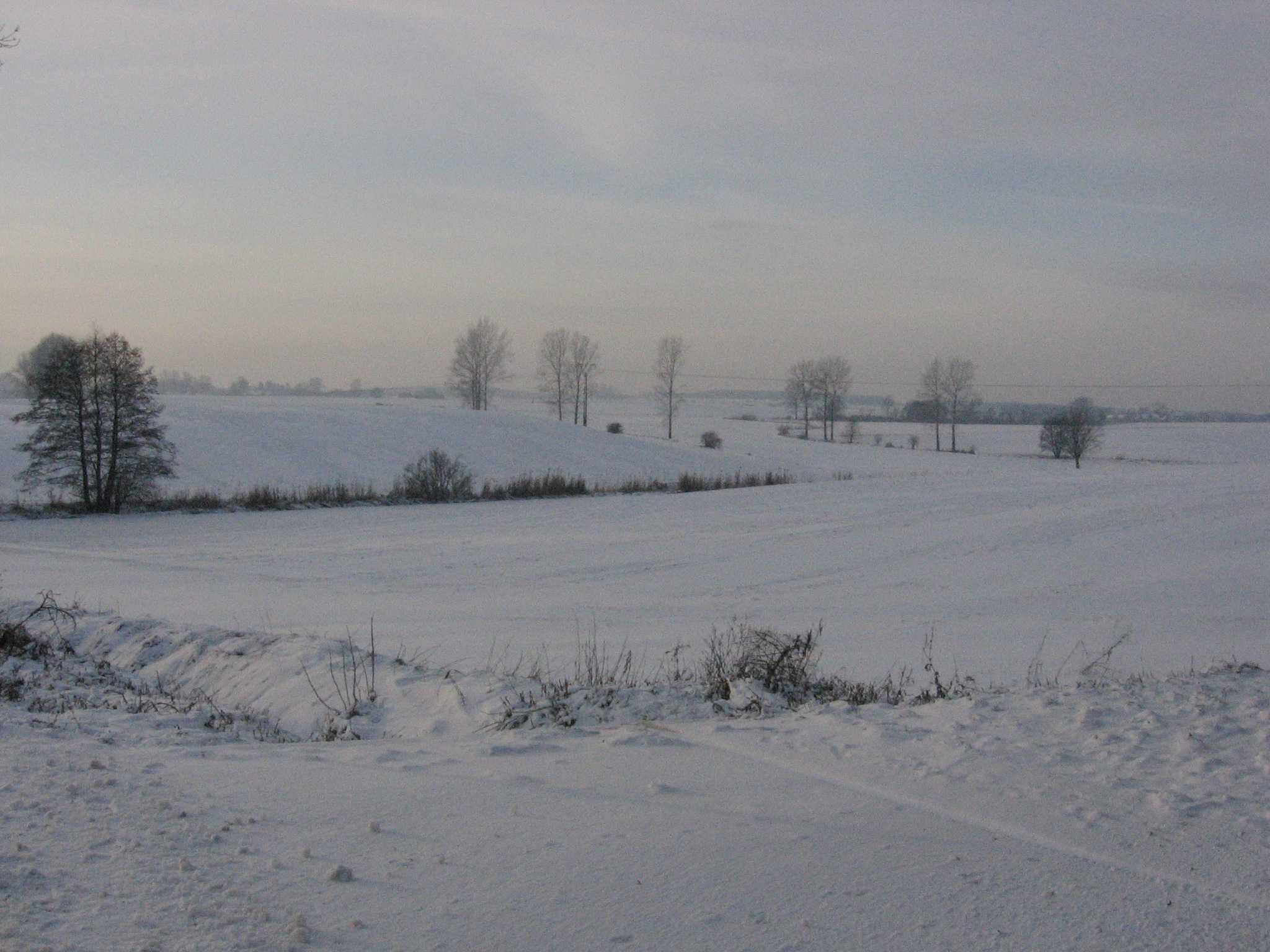
Pola - widok zimą

Pozarolnicza działalność gospodarcza w Padniewku to głównie handel i usługi. We wsi funkcjonują: 
- zakład ślusarski
- 2 zakłady blacharstwa i mechaniki pojazdowej
- wypożyczalnia i sprzedaż przyczep samochodowych
- zakłady usługowe: usługi drogowe, dźwigowe, lakiernictwo
- 2 sklepy spożywczo-przemysłowe
- punkt sprzedaży pasz i koncentratów
- punkt skupu miodu
- punkt skupu żywca.

## Społeczność
Aktywność lokalnej społeczności skupia Koło Gospodyń Wiejskich oraz Kółko Rolnicze. Życie kulturalne koncentruje się wokół świetlicy wiejskiej, gdzie organizowane są okolicznościowe imprezy i zabawy, ale także zebrania i szkolenia dla rolników.
Zwolennicy sportu mają do dyspozycji boisko. Istniał niegdyś także plac zabaw dla dzieci, został jednak zdewastowany, a obecnie teren ten stanowi własność prywatną.
Padniewko nie posiada kościoła ani kaplicy. Miejscem kultu religijnego dla katolików jest figura Matki Bożej, przy której odprawiane są nabożeństwa majowe. Figurę tę wzniesiono w połowie XIX wieku, podczas II wojny światowej była rozebrana, by po jej zakończeniu powrócić na dawne miejsce. Padniewko w katolickiej administracji kościelnej należy do parafii pw. św. Faustyny w Mogilnie.
W lesie, na skraju wsi, znajduje się pomnik upamiętniający ofiary represji niemieckich z lat II wojny światowej.

## Historia

### Do XVIII wieku
Pierwsze pisane wzmianki o Padniewku pochodzą z XII wieku. Wówczas to rycerz Dobrogost z rodu Nałęczów ufundował kościół pw. św. Klemensa na zachodnim brzegu Jeziora Mogileńskiego (obecnie w tym miejscu znajduje się cmentarz i mauzoleum). Parafia została uposażona w część wsi Padniewo. Nazywano ją Padniewo Klasztorne, Padniewo Opackie, Padniewo Księże, a w pewnym okresie nawet Padniewo Wielkie. Późniejsze zapiski, po ustanowieniu folwarku ziemskiego (przed 1223), wymieniają już obecną nazwę - Padniewko.
W wyniku wzrostu znaczenia klasztoru mogileńskiego, kościół św. Klemensa podobnie jak inne okoliczne parafie przeszedł pod jego jurysdykcję. Wieś duchowna Padniewo Księże, własność opata benedyktynów w Mogilnie pod koniec XVI wieku leżała w powiecie gnieźnieńskim województwa kaliskiego. W dokumencie z 1786 roku znajduje się potwierdzenie opłacania przez wieś czynszu dzierżawnego.

### Okres zaborów i międzywojenny
W wyniku zaborów Padniewko znalazło się na obszarze zaboru pruskiego. W drugiej połowie XIX wieku Padniewko znajdowało się w dobrach wienieckich, należących do rodziny Seydlitzów. Słownik geograficzny Królestwa Polskiego podaje, że w 1886 roku wieś Padniewko liczyła 21 domostw zamieszkanych przez 219 osób, 198 katolików i 21 protestantów. Folwark miał powierzchnię 226 ha, a jego roczne dochody wynosiły 2244 marki niemieckie. W roku 1910 Padniewko zamieszkiwało 316 osób. Podobnie jak w całym powiecie mogileńskim, także i w Padniewku intensywnie osadzano ludność niemiecką, przy wsparciu Komisji Kolonizacyjnej.

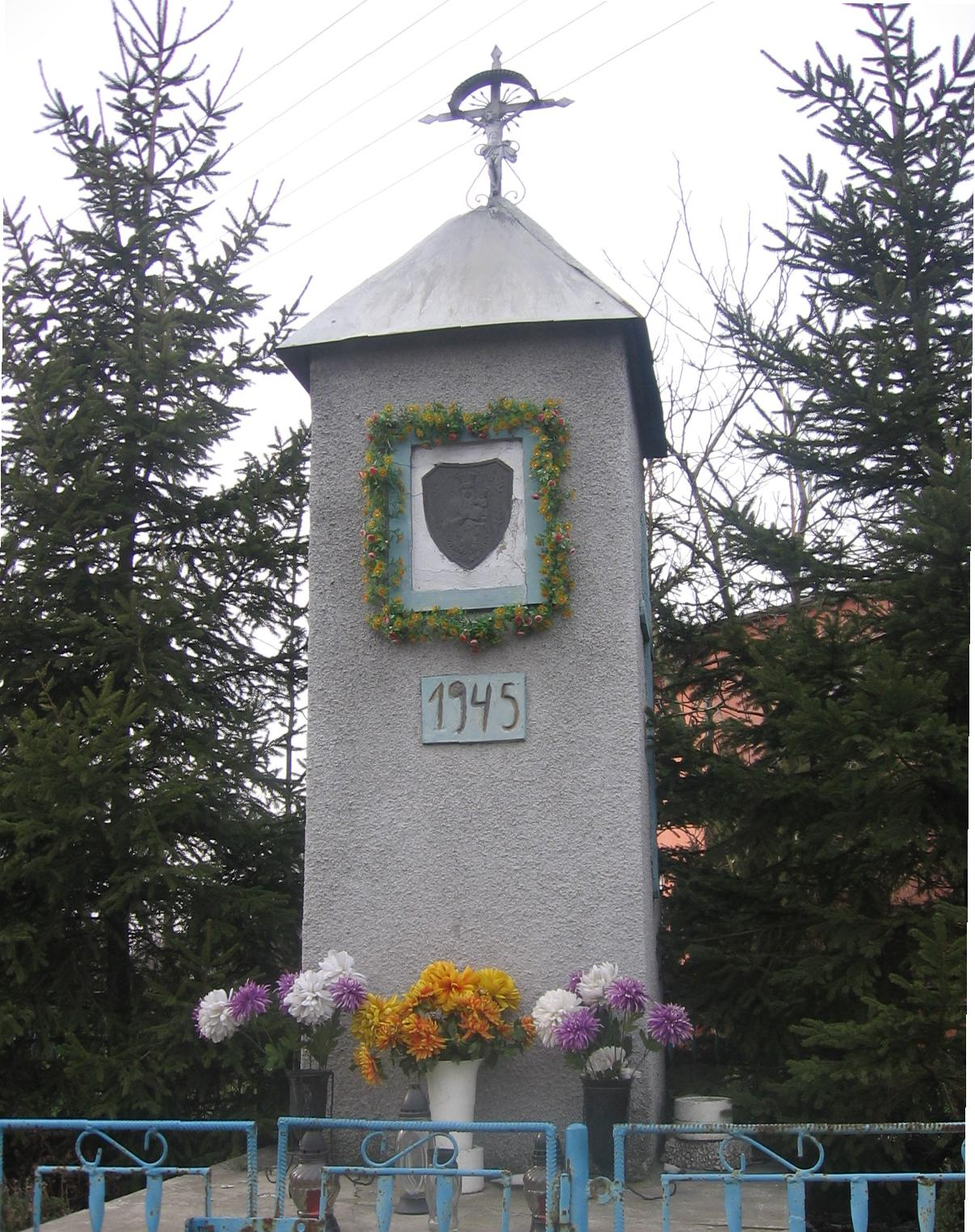
Miejsce kultu maryjnego w Padniewku

Od końca I wojny światowej miejscowość znajduje się ponownie w Polsce. W latach 20. i 30. XX wieku w regionie mogileńskim działały prężnie związki niemieckie. Jednemu z nich, Związkowi Niemieckich Chłopów, przewodniczył Willi Schonert z Padniewka. Działały też 3 niemieckie partie, z których największa, Jungdeutsche Partei, 20 czerwca 1935 utworzyła samodzielną, liczącą 50 członków jednostkę w Padniewku.
Polska ludność Padniewka uczestniczyła w życiu gospodarczym i społecznym odrodzonej II Rzeczypospolitej. Członków na terenie wsi miały organizacje rolnicze: Kółko Włościanek, Kółko Ziemianek, Kółko Rolnicze, Koło Hodowców Koni, Związek Szwajcarów Obornych, a od 1937 roku także Związek Łowiecki. W Padniewku kilkakrotnie organizowano wystawy płodów rolnych oraz obchody "Dni Konia" i "Dni Lasu" (imprezy te odbywały się w różnych miejscowościach powiatu mogileńskiego, nie tylko w Padniewku). Najstarszą z organizacji tego typu było założone w Mogilnie już w 1916 roku Towarzystwo Pszczelarzy. Tradycje pszczelarskie są w Padniewku kultywowane do dzisiaj, o czym świadczy istnienie punktu skupu miodu w tej niewielkiej przecież miejscowości.

### II wojna światowa i okres powojenny

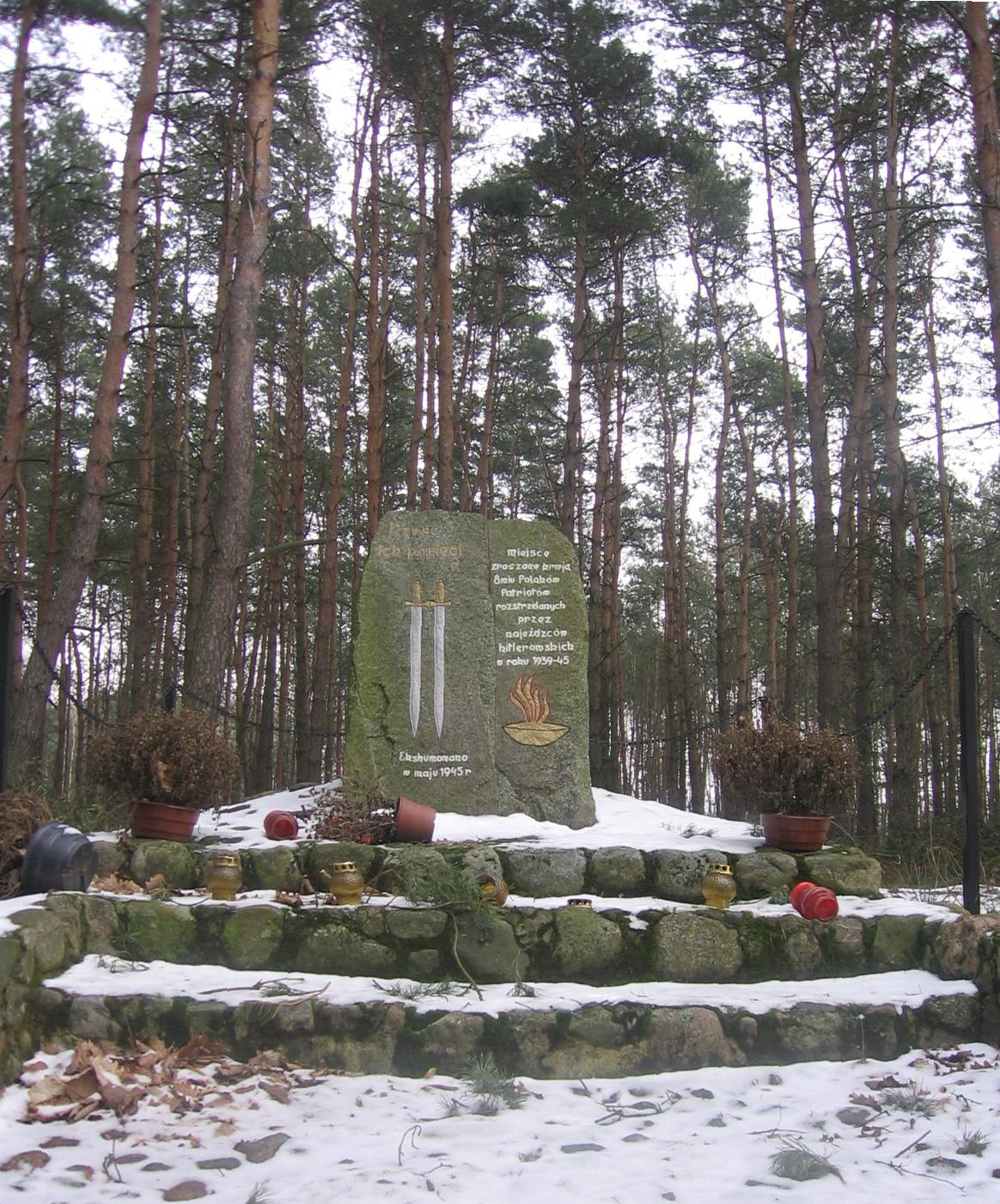
Pomnik poświęcony Polakom - ofiarom egzekucji z lat 1939-1945

Z chwilą wybuchu II wojny światowej władze polskie internowały większość najbardziej wrogo do Polski nastawionych Niemców z Padniewka i wywiozły ich w głąb kraju. Już rankiem pierwszego dnia wojny podjęła działalność polska Straż Obywatelsko-Porządkowa. 6 września była zmuszona podjąć dodatkowe obowiązki, gdyż rejon Mogilna opuściły w tajemnicy przed ludnością miejscowe władze, włącznie z policją. W dniach 9 września i 10 września 1939 roku (po opuszczeniu rejonu Mogilna przez regularne formacje Wojska Polskiego) miejscowa ludność cywilna w ramach straży obywatelskiej podjęła próbę krótkotrwałej obrony wsi. Mogileński oddział Straży Obywatelskiej liczył ponad 100 osób. Był jednak słabo uzbrojony, podstawowe wyposażenie stanowiły karabiny ćwiczebne z magazynów Przysposobienia Wojskowego oraz broń myśliwska i broń krótka, będąca własnością członków Straży. 9 września nastąpiła próba opanowania przez Niemców Mogilna poprzez atak od strony Padniewka. Siły niemieckie zostały ostrzelane przez członków Straży, ukrytych w rowach przeciwczołgowych, i po krótkiej wymianie ognia wycofały się na pozycje wyjściowe. Ataki były kilkakrotnie ponawiane 10 września oraz w nocy z 10 na 11 września. Dopiero 11 września rano siły Straży Obywatelskiej zostały zmuszone do opuszczenia Padniewka przez regularną jednostkę Wehrmachtu. Okupant niemiecki po wkroczeniu do miejscowości dokonał masowych egzekucji a w późniejszym okresie wysiedleń i wywózek do obozów koncentracyjnych. Represje dotknęły obrońców wsi, a szczególnie członków Straży Obywatelskiej.
W okresie powojennym Padniewko posiadało szkołę podstawową (obecnie w budynku mieści się świetlica wiejska), działały kółka rolnicze i Koło Gospodyń Wiejskich. W okresie 5 października 1954 - 31 grudnia 1959 istniała gromada Padniewko.
W latach 1975–1998 miejscowość administracyjnie należała do województwa bydgoskiego.
Obecnie Padniewko powoli staje się przedmieściem Mogilna. Przenoszą się tutaj dyslokowane z miasta firmy rzemieślnicze i usługowe. Padniewko zaczęło też korzystać ze swoich walorów przyrodniczych, rozwijając turystykę. Sprzyja temu położenie w pobliżu jezior Wienieckiego i Wiecanowskiego.
Padniewko jest od roku 2005 punktem startowym lokalnego wyścigu kolarskiego (inaugurującego sezon wiosenno-letni) na obszarze powiatu mogileńskiego.